# Селихово (Конаковский район)
Се́лихово — село в Конаковском районе Тверской области России. Административный центр Селиховского сельского поселения.

## История
Село известно с XVI века. Принадлежало Троице-Сергиевой лавре, а затем князьям Селиховским.
В 1833 году в селе была построена каменная Ильинская церковь. После 1861 года являлось казенным селением.
До революции село относилось к Корчевскому уезду Тверской губернии и являлось волостным центром. Волость славилась тележным и сапожным промыслами.
В конце 1930-х годов получило развитие кустарное производство - в Селихове кустари объединились в большую артель.
В 1992 году в селе имелось 525 хозяйств, 1605 жителей.

## Население
| 1859 | 1887 | 1897 | 1992  | 2002  | 2010  |
| ---- | ---- | ---- | ----- | ----- | ----- |
| 636  | ↗784 | ↘753 | ↗1605 | ↘1467 | ↘1373 |

## Достопримечательности
В деревне расположена действующая Церковь Илии Пророка (1815).

## Известные люди
В селе родился врач Пётр Алексеевич Илинский.
В селе в церкви во имя Илии Пророка служил священномученик Арсений Троицкий.